# Lago de Como
O lago de Como (em italiano Lago di Como) é um lago de origem glacial na Lombardia, Itália. Com uma área de 146 km², é o terceiro maior lago da Itália, depois do lago de Garda e do lago Maggiore. Com uma profundidade máxima de 410 metros é um dos mais profundos lagos da Europa. 

## Etimologia
Desde os tempos romanos, o lago de Como é conhecido como Lario, nome que deriva do latim Larius Lacus. Hoje em dia o termo mais empregado é lago de Como, referindo-se à cidade mais populosa Como situada a sudoeste do lago.

## Geografia
O lago localiza-se entre os Alpes e o vale do rio Pó, perto da divisa com a Suíça e tem um formato muito particular de um "Y" invertido. O município situado na parte mais setentrional do lago é Colico. As cidades de Como e Lecco situam-se nas partes sudoeste e sudeste respectivamente. As pequenas localidades de Bellagio, Menaggio e Varenna estão situadas na intersecção dos três ramos do lago e podem ser facilmente acessados através de barcos e balsas.
O lago de Como é circundado por montanhas altas acima de 2.000 m de altura e por serras baixas bastante arborizadas. As cidades maiores concentram-se nos vales mais largos de clima ameno e nas planícies ao redor do lago.
A ilha Comacina é a única ilha do lago, localizada no braço sudoeste do lago, próxima da comuna de Ossuccio.

### Regiões
O território lariano, como também são chamadas as áreas ao redor do Lago de Como, é dividido em várias regiões:
- Alto Lario Ocidental
- Lago Ocidental
- Ceresio e seus vales
- Lago Centro
- Triângulo Lariano (entre Como, Lecco e Bellagio)
- Lago Oriental
- Vale Intelvi
- As planícies e o oeste alpino
- Brianza Comasca
- Brianza Lecchese

O território do lago é dividido entre as províncias de Como e de Lecco.

### Hidrografia
Seus afluentes mais importantes em volume de água são o rio Adda e o rio Mera. O rio Adda deságua próximo a Colico e escoa em Lecco. Como o lado sudoeste do lago é um beco sem saída, a cidade de Como, contrariamente a Lecco, sofre frequentemente com enchentes. Outros afluentes menores são os rios Varrone, Pioverna, Fiumelatte, Liro, Telo e Breggia.

### Localidades à beira do lago

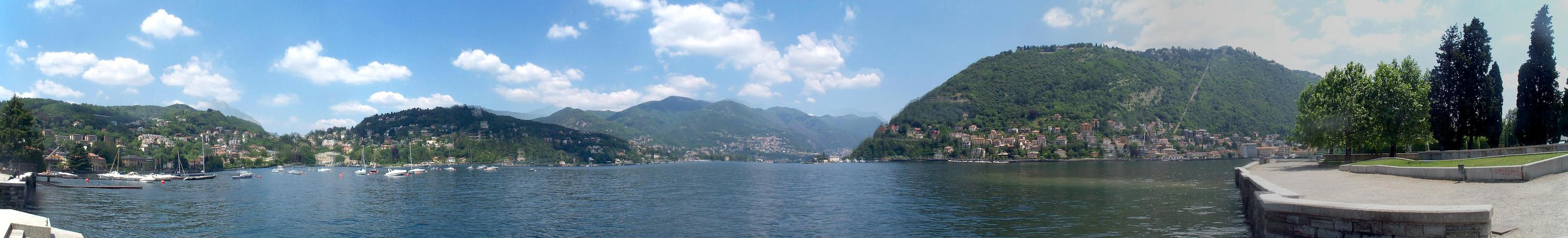
Lago de Como visto da cidade de Como

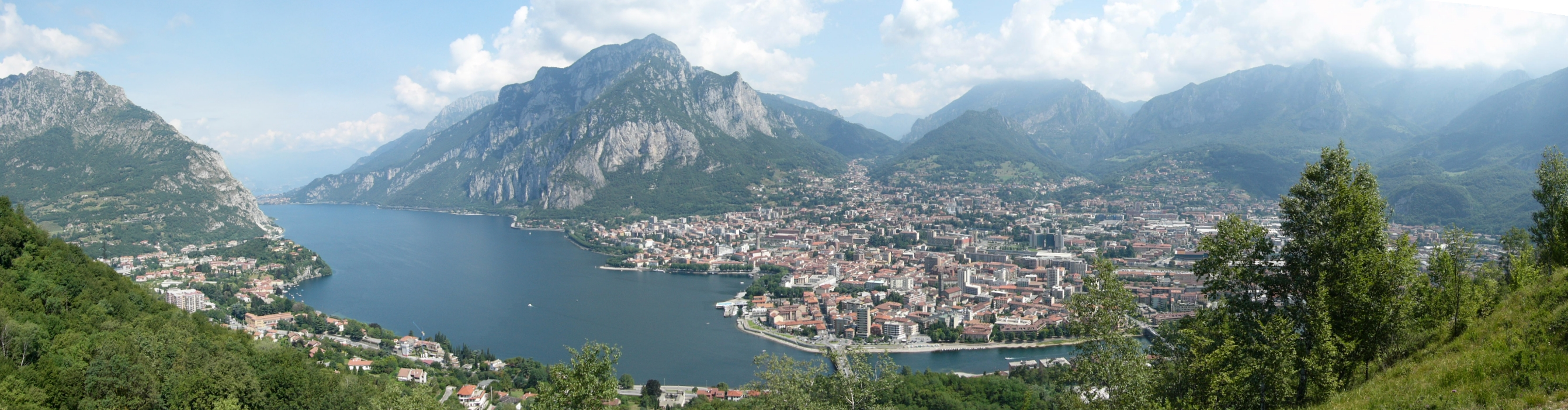
Lecco e Lago de Como - Vista do Monte Barro

| Margem oeste do norte para o sul | Margem sul de oeste a leste                                                                                     | Margem leste do norte para o sul                                                                      |
| --- | --- | --- |
| - Domaso - Gravedona - Dongo - Musso - Menaggio - Cadenabbia - Tremezzo - Mezzegra - Lenno - Ossuccio - Argegno - Brienno - Moltrasio - Cernobbio - Como | - Como - Blevio - Torno - Faggeto Lario - Pognana Lario - Lezzeno - Bellagio - Oliveto Lario - Malgrate - Lecco | - Colico - Dorio - Dervio - Bellano - Varenna - Lierna - Mandello del Lario - Abbadia Lariana - Lecco |

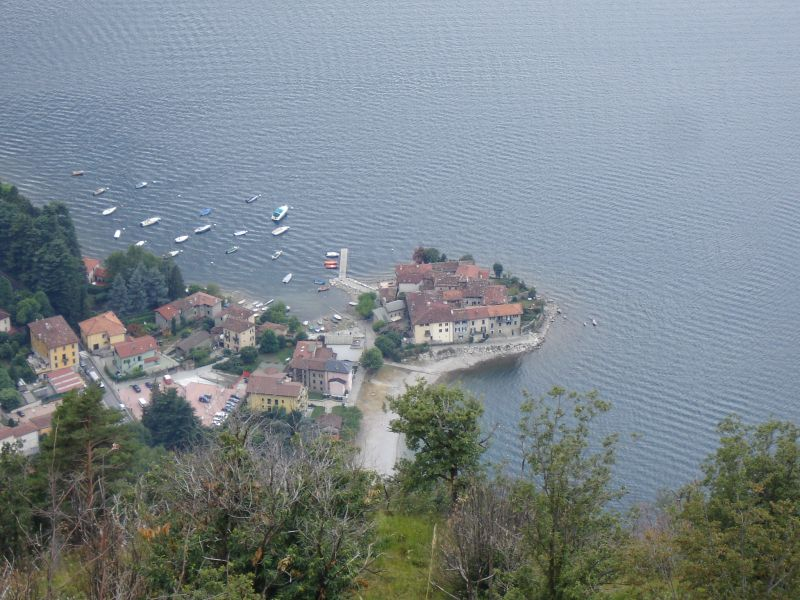
Lierna Lago de Como
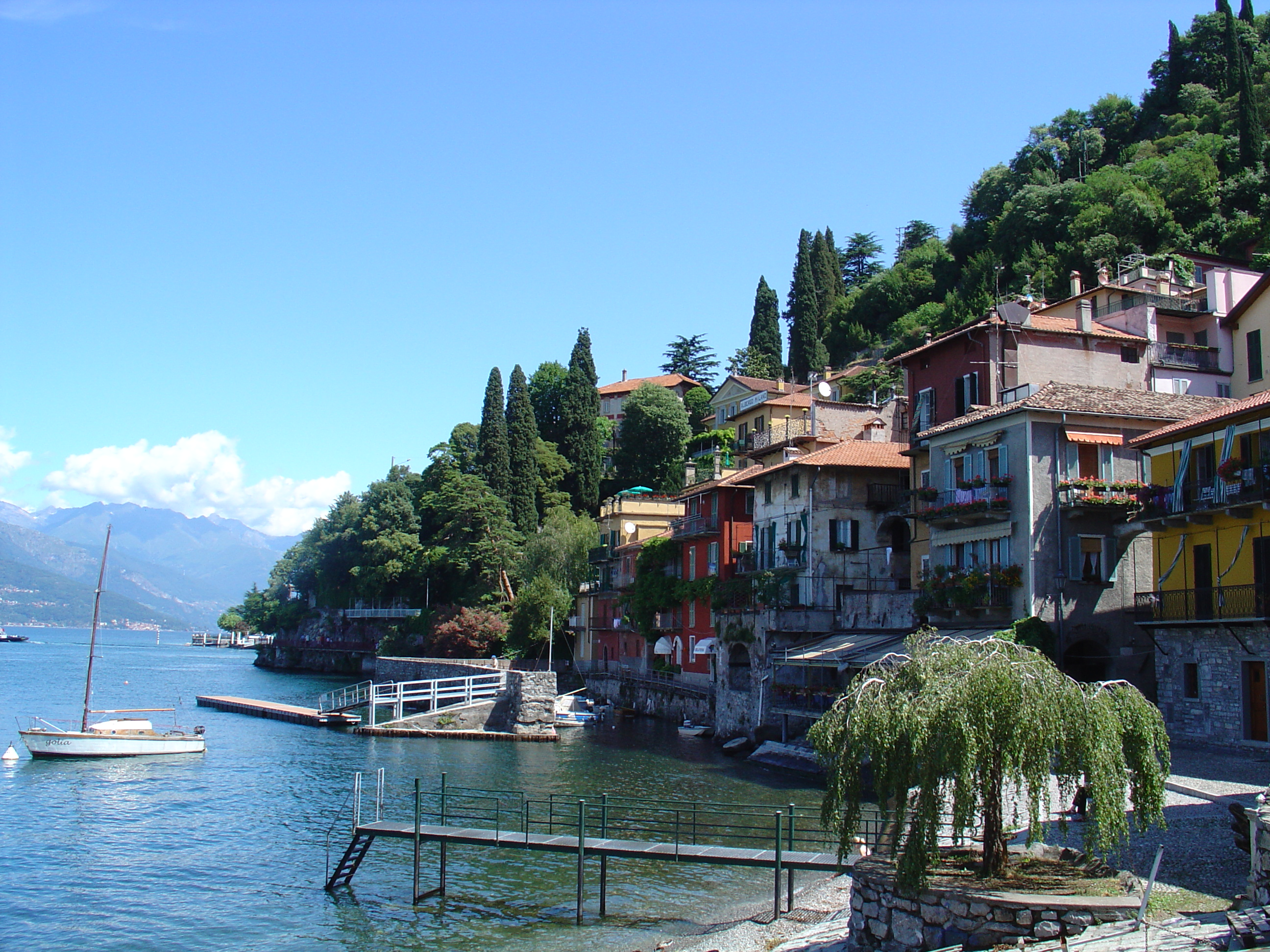
Varenna
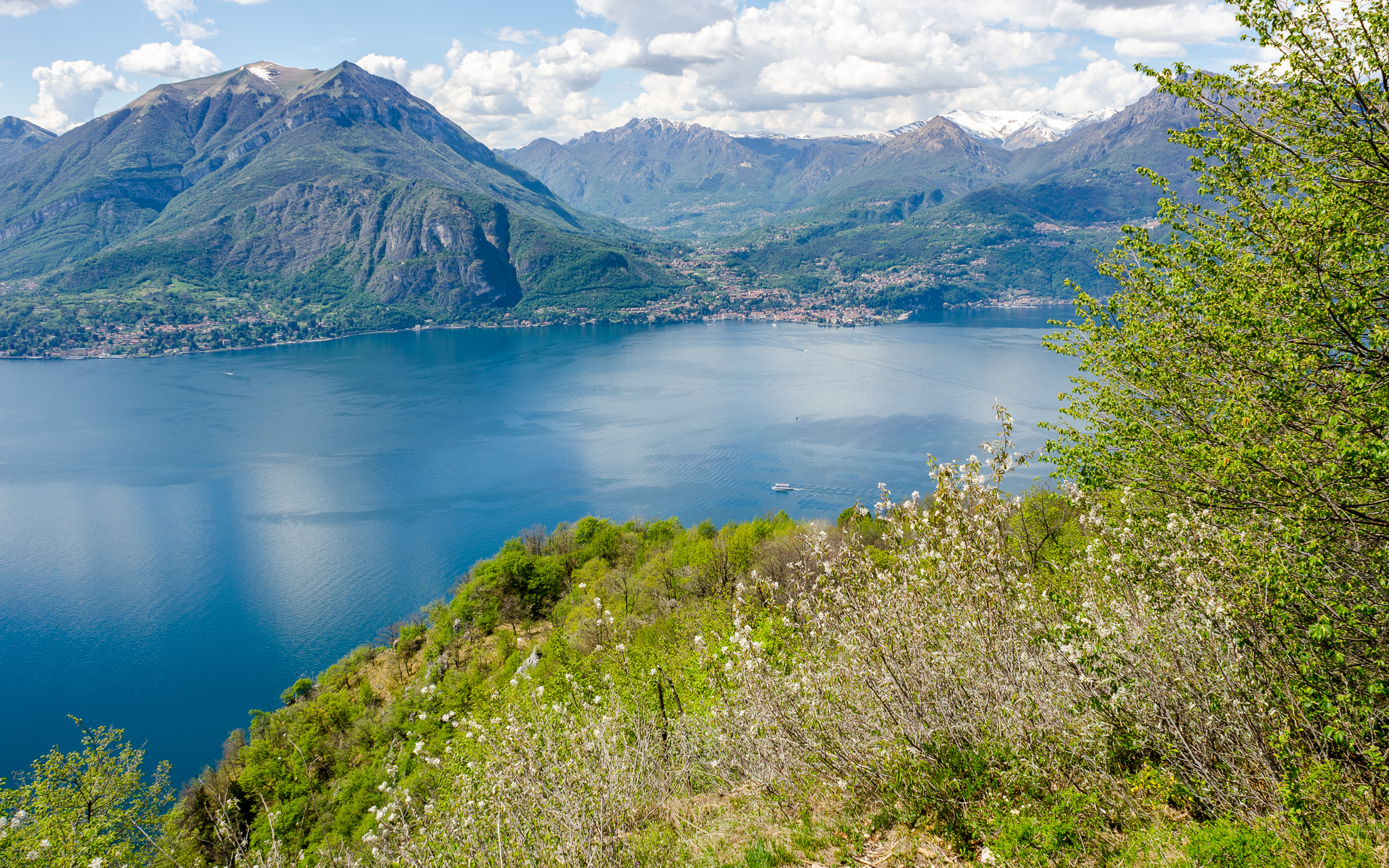
Sentiero del Viandante
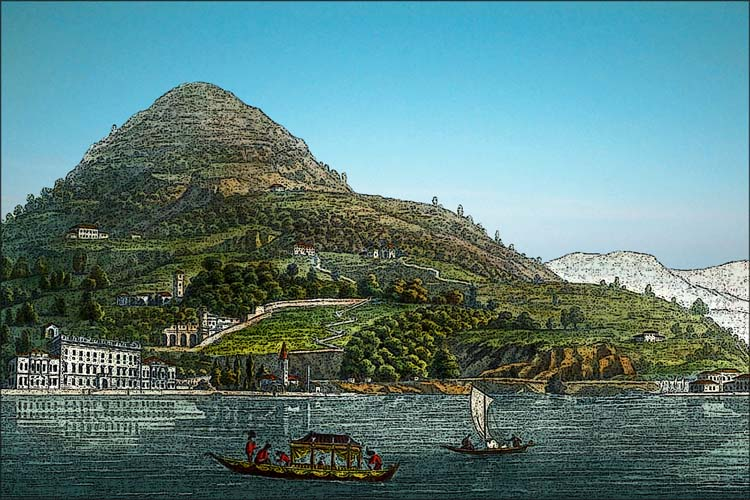
Villa D'Este
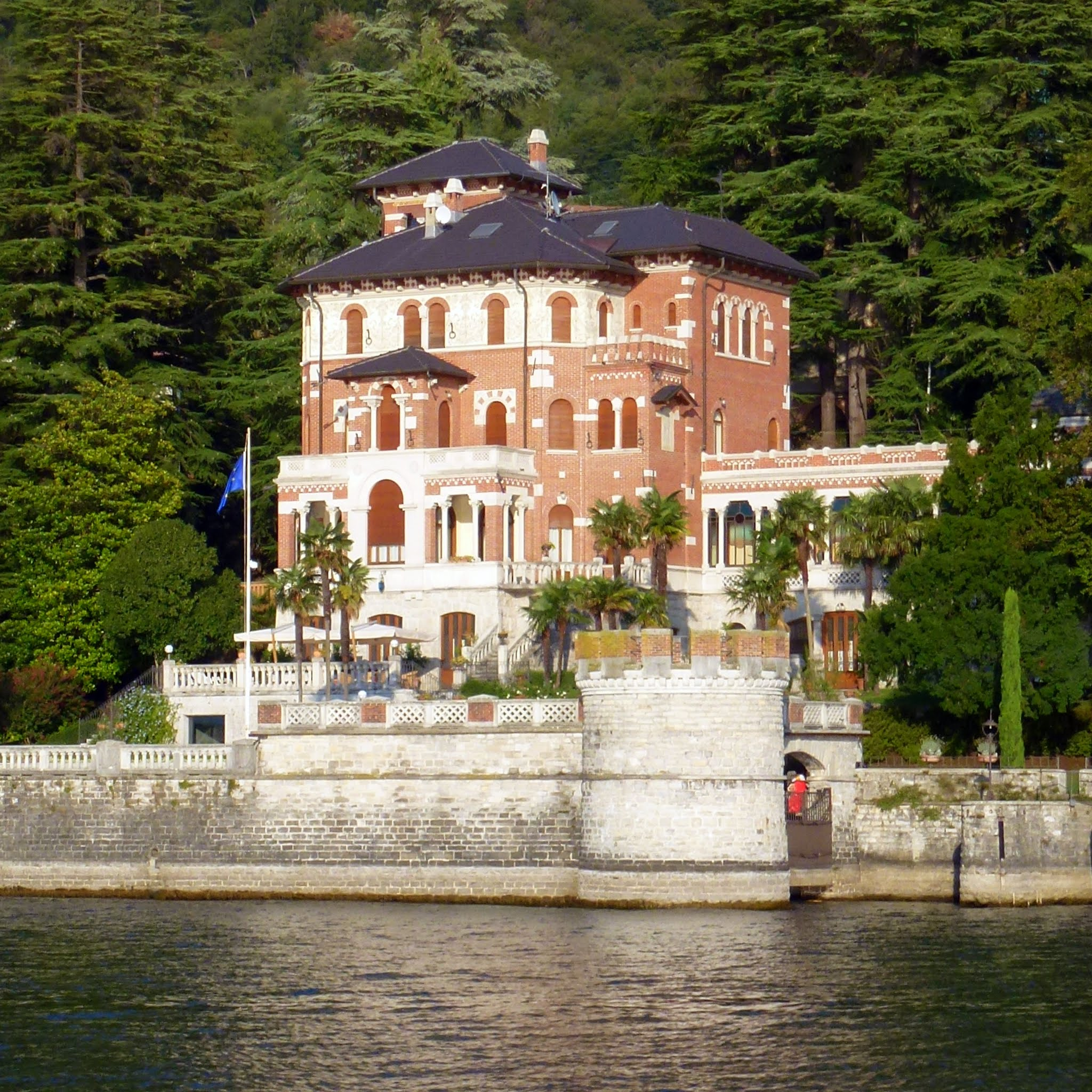
Lierna Lago de Como
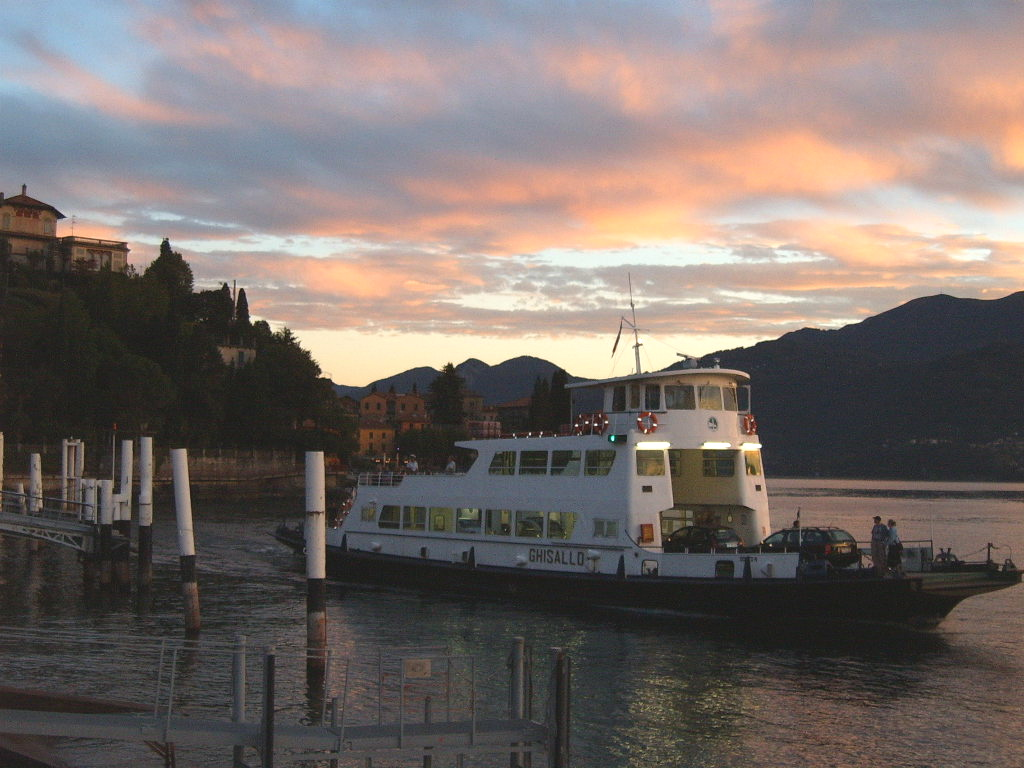
Como
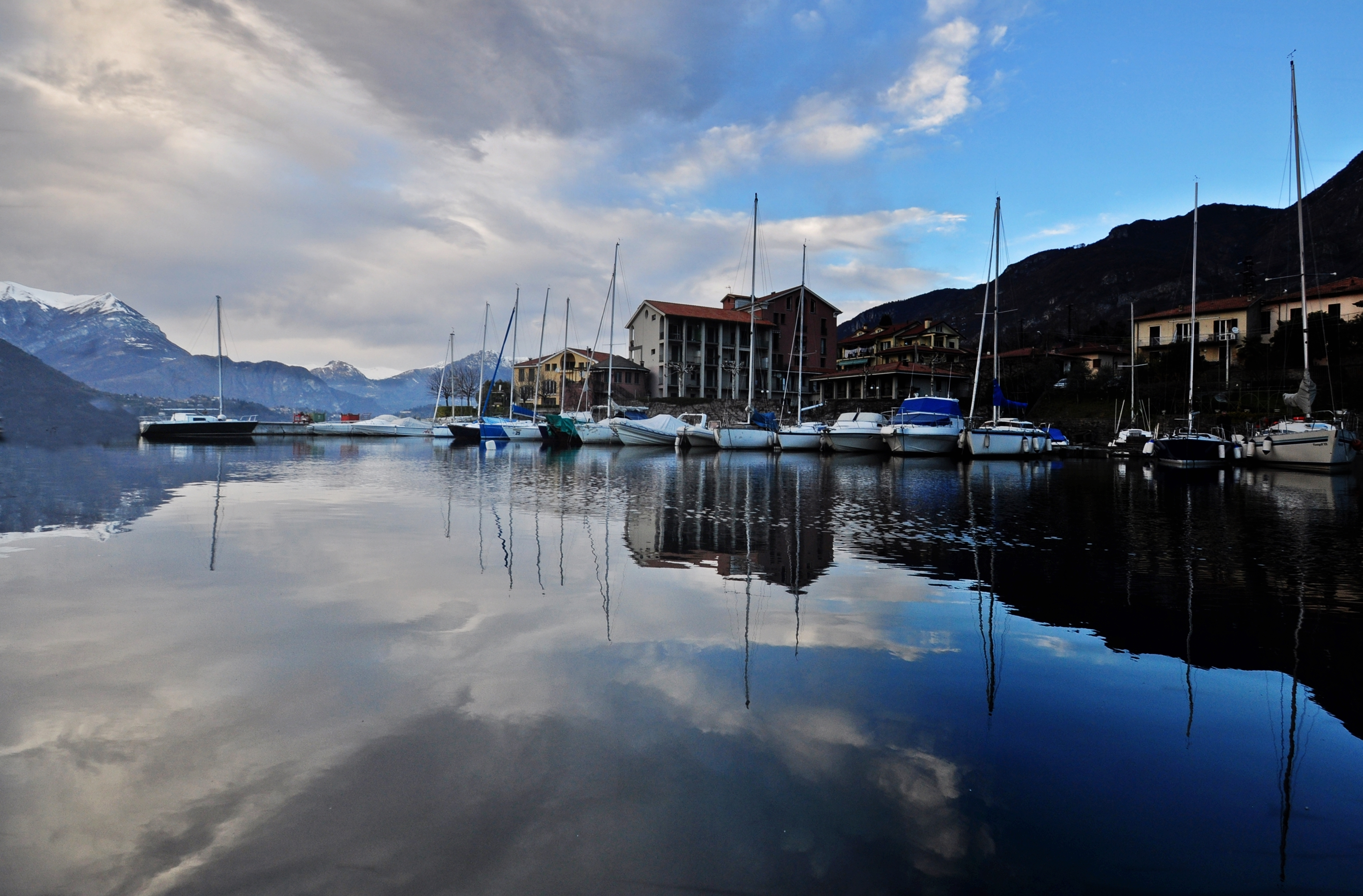
Lierna Lago de Como
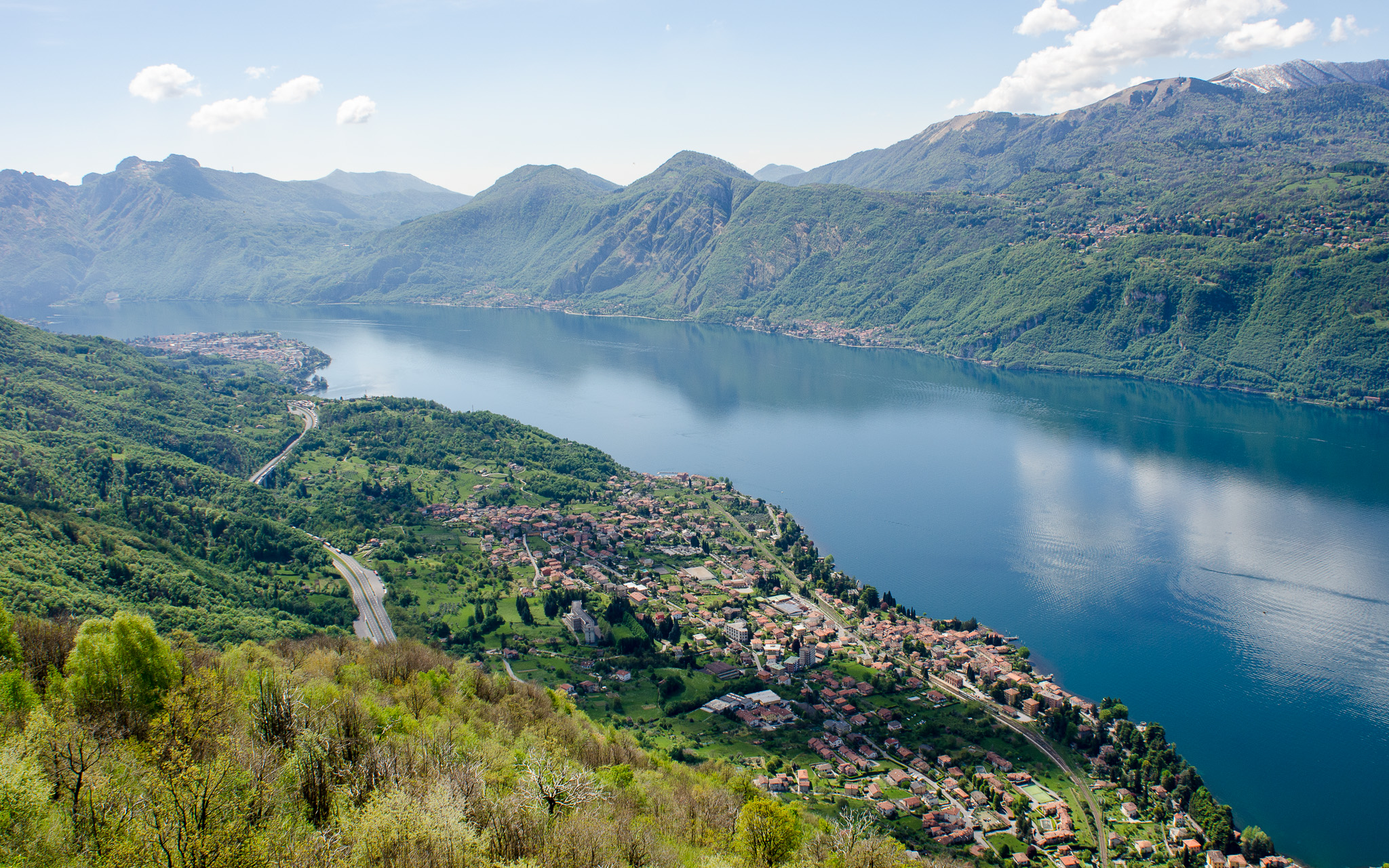
Sentiero del Viandante

## Mussolini
Em abril de 1945, Benito Mussolini foi preso às margens do Lago de Como.

## Museu submerso
Em muitos trechos no rio, existem peças, equipamentos, veículos e embarcações, submersos no leito do rio, que mergulhadores consideram como um museu submarino. Neste "acervo" estão itens históricos, como: navios a vapor (como o Il Plinio),  bombas não detonadas e tanques da Segunda Guerra Mundial, carros, motos, aviões, etc. .
Ao fim da Segunda Guerra, o exercito nazismo jogou seus armamentos e equipamentos, após um cessar-fogo e antes de retornar ao seu país.